# Lambaré
Lambaré is een stad en gemeente (in Paraguay un distrito genoemd) in het departement Central. Lambaré telt 177.000 inwoners.

## Geboren
- Casiano Delvalle (1970), Paraguayaans voetballer